# Jaime Mayor Oreja

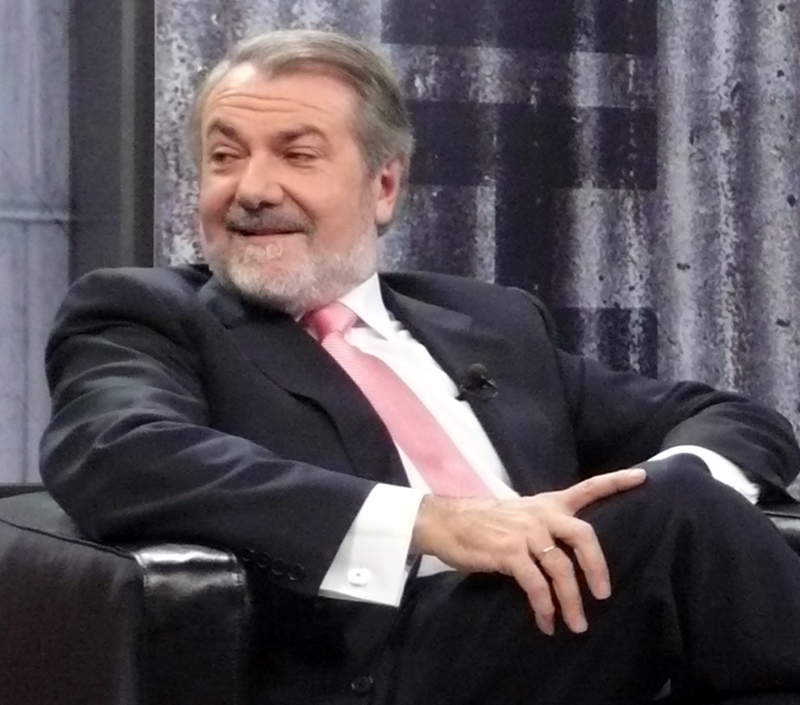
Jaime Mayor Oreja

Jaime Mayor Oreja (San Sebastian, Guipúzcoa, 12 de julho de 1951), é um político basco, militante do Partido Popular. Em 2011 era eurodeputado (desde 2004), entre outros cargos. É sobrinho do ex-ministro Marcelino Oreja Aguirre.
Engenheiro agrónomo, entrou em 1977 na União de Centro Democrático (UCD) onde desempenhou o cargo de secretário-geral de Guipúzcoa e secretário-adjunto de Relações Internacionais. Em 1980 foi eleito parlamentar na Assembleia Autonómica, Conselheiro de Turismo do Governo pré-autonómico e deputado por Guipúzcoa. Em 1982 foi designado delegado do Governo no País Basco. Em 1984 apresentou-se às eleições autonómicas bascas como candidato a lehendakari pela Coalición Popular. 
Durante a legislatura foi porta-voz da Coalición Popular no Parlamento Basco.
Em 1989 foi nomeado diretor político para a campanha das eleições europeias pelo Partido Popular, desempenhando o cargo de liderança do mesmo no País Basco.
Deputado no Parlamento pela Biscaia em 1989, renunciou ao seu lugar para se apresentar como candidato do Partido Popular a lehendakari nas eleições bascas de 1990, candidatura que repetiu nas de 1994.
Foi nomeado vice-secretário-geral do PP no XII Congresso Nacional (fevereiro de 1996). Foi deputado nacional do PP por Álava na I, IV e VI legislaturas e pela Biscaia na VII.
Em maio de 1996 foi nomeado ministro do Interior, posto que manteve até ao ano 2001.